# Cleefswit
Landgoed Cleefswit is een particulier landgoed van 145 ha in de Peel, in de gemeente Gemert-Bakel, in de omgeving van Elsendorp. De naam van het landgoed is afkomstig van een ven, die reeds in de 18e eeuw zo genoemd werd. Het landgoed bestaat voor 70 ha uit landbouwgrond en voor 75 ha uit bossen, die voornamelijk uit Grove den en Amerikaanse eik bestaan. Het is ontstaan tijdens een ontginningsbeweging omstreeks 1900, waar de Maatschappij van Welstand een belangrijke rol in speelde. Deze maatschappij is ook tegenwoordig nog eigenaar.
Het bosgedeelte ligt op de noordhelft van een sikkelduin die tegen het einde van de laatste ijstijd is ontstaan. De droge grond maakte landbouw daar minder economisch.
Cleefswit maakt deel uit van een reeks vrijwel aaneengesloten landgoederen in de Peel en vormt deels onderdeel van de ecologische hoofdstructuur van Nederland. Het gebied is vrij toegankelijk. De recente aanleg van poelen en van een singel door het landbouwgebied hebben ervoor gezorgd dat het gebied nog aantrekkelijker werd.